# MUSIC にゅっと。
『MUSIC にゅっと。』（みゅーじっくにゅっと。）とは2014年9月29日から2016年1月31日まで、NOTTVとYouTube、番組サイトで放映されていた音楽情報番組である。

## 経緯
本放送開始に先がけて、2014年9月28日（日）16:00〜18:00に前夜祭スペシャルが放送された。“にゅっと”とはフィンランド語(nyt)で「NOW=今」。ネクストブレイクからメジャーミュージシャンまで、見る者、聴く者の心を激しく揺さぶる最高の音楽と流行のカルチャーの“にゅっと（最新）”な音楽情報を紹介する。原則としてタワーレコード渋谷店での公開収録形式。
2015年1月12日よりシーズン2の放送が開始され、新番組レギュラーに「CODE-V」「けみお」「ずれやまズレ子」「橋爪もも」「SCYTHE JAPAN」らが加わった。
2015年4月よりシーズン3の放送が開始され、新MCに宮島咲良、準レギュラーに男性アイドルグループのカスタマイZ、女性アイドルグループのSTARMARIE、ビジュアル系バンドNoGoDの団長(Vo.)、番組内のオーディション企画「ココミラ！」で関係したタグチハナ、オトカワミキ、饗庭純らが加わった。
2015年7月より放送時間が月・水19:00 - 20:00から変更になり、水・金16:00 - 17:00放送になった。2015年10月より放送時間が月・水14:00 - 15:00に変更された。
制作局であるNOTTVが2016年6月末で閉局することになったため、それに先立つ2016年1月末で放送終了。コンテンツの一部は、同番組とも関わりの深いレインボーエンタテインメントが新たに開設した音楽情報サイト「MEETIA」に引き継がれた。

## 放送時間
本放送
- 毎週月曜日・水曜日　14:00〜15:00

再放送
- なし

放送チャンネル
- NOTTV1

## 出演者
メインMC
- 日高央

サブMC
- 宮島咲良

レギュラー
- 橋爪もも
- 饗庭純
- ADDICTION

過去のレギュラー
- NoGoD団長
- けみお
- Saku（サク）
- CODE-V
- カスタマイZ
- AYAMO（アヤモ）

ニコ生番組MC
- 松井咲子
- ずれやまズレ子
- タム

## 主なコーナー
- LOV☆MUSIC
  - ゲストミュージシャンとMC陣とのトークコーナー。前シーズンのLOV☆POPとLOV☆ROCKが統合されたもの。
- Monday Live!／Wednesday Live!
  - ゲストミュージシャンによるスタジオアコースティックライブ。1~3曲が放送。
- にゅっと。NEWS
  - 番組関連アーティストのニュース、イベント情報などを紹介するコーナー。前シーズンのnyt records NEWSやにゅっと。海外情報局が統合されたもの。
- ココだけの話
  - MC日高央とゲストミュージシャン1人による1対1の音楽全般についてのテーマトークコーナー。

## シーズン3（2015年9月まで）のコーナー
- ウィークリーライブ(月曜日・水曜日)
  - 毎週1組のアーティストによるミニライブを渋谷タワーレコード4Fより届ける。

月曜日
- LOV☆POP
  - ダンスボーカルグループ、アイドル、音楽関係者など、ポップカルチャーにまつわるゲストをお迎えして、たっぷりトークをお届け！
- 日高にコミット!
  - 音楽以外の趣味がない日高央に様々な業界のゲストが趣味となるものをプレゼンするコーナー。
- NoGoD NO LIFE
  - 日高央とノーゴッド団長による談話コーナー。

水曜日
- LOVE☆ROCK
  - 話題のロックアーティストが新譜を番組に持参し、談話をするコーナー。
- けみおが突撃! VS LIVE
  - 「けみお」が得意のスマホ撮影で各アーティストのライブ現場にリポートするコーナー。
- girls girls girls
  - 都内某カフェにてSaku･木下ひなこ･DJ NOMAによるカードに書かれたテーマにそってガールズトークを行うコーナー。

## シーズン1・2（2015年3月まで）のコーナー
月曜日
- 日高の部屋
  - 今をときめくクリエイターを招くトークコーナー。クリエイターの創作の内容についてやその原点に迫る。
- AYAMO JAM
  - AYAMOがロケをし、お気に入りのお店や様々なカルチャー紹介するコーナー。
- ミュージッククッキング
  - 「幸せはおいしい音楽から」をテーマに3分間であらゆるジャンルの音楽をその場で料理する。
- シブレコメン
  - タワーレコード渋谷店の店員によるイチオシアーティストを紹介するコーナー。

火曜日
- LOVE☆DANCE
  - ダンスカルチャーを様々な視点から紹介。今話題のダンサーを迎えてのトークコーナー。
- CODE-VのV-ROAD
  - CODE-Vのウシクとテフンによる、ダンス取材。
- サイスでバズるっ
  - ダンス界の新しい原石･Scythe Japanを磨いて磨いて磨きまくる。このコーナーからバズらせる。
- シブレコメン
  - タワーレコード渋谷店の店員によるイチオシアーティストをご紹介。
- ウィークリーライブ（月曜日 - 木曜日）
- 毎週1組のアーティストによるアコースティックライブ。

水曜日
- LOVE☆ROCK
  - 話題のミュージシャンが毎回新譜を持って遊びに来る。ミュージシャンの現在から過去までたっぷりトーク。
- にゅっとクリエイティ部
  - 番組オリジナルソングを作る。
- ミュージッククッキング
  - 「幸せはおいしい音楽から」。3分間であらゆるジャンルの音楽をその場で料理。
- シブレコメン
  - タワーレコード渋谷店の店員によるイチオシアーティストを紹介。
- ウィークリーライブ(月曜日〜木曜日)
  - 毎週1組のアーティストによるアコースティックライブ。

木曜日
- BARKSにゅっとLIVE
  - 「BARKS」が厳選したネクストブレイクアーティストの独自取材ライブを放送。
- 音楽の心髄〜中州産業大学 特別授業〜
  - 様々な音楽の成り立ちを日高教授が分かりやすくレクチャー。
- シブレコメン
  - タワーレコード渋谷店の店員によるイチオシアーティスト紹介。
- ウィークリーライブ(月曜日 - 木曜日)
  - 毎週1組のアーティストによるアコースティックライブを渋谷タワーレコード6Fよりお届け。

金曜日
- ココミラ! メジャーへの道
  - 1stシーズンで開催した弾き語りガールズオーディション「ココでミラクルオーデョション！」の受賞者を招いて近況報告。
- 勝手にサポートファンディング
  - 番組が勝手に集めた毎週3組のアーティスト動画を見て勝ち残りを1組決め、10組集まったらグランドフィナーレで最優秀賞を決定。
- にゅっと会議
  - 毎回さまざまな議題に番組メンバーが真剣に討論!?
- 橋爪ももの生乾き占い
  - ロリータ弾き語り・橋爪ももによる占いコーナー。

## 見逃し配信
放送した番組は、番組公式サイトとYouTubeチャンネルで、放送日翌日から一週間限定で見逃し配信が行われている。

## ココでミラクル！
シーズン1では、毎週金曜日の放送と連動し、弾き語りスター発掘オーディション「ココでミラクル!」が開催された。
2014年12月には、11人のウィークリー選抜アーティストによる決勝戦が開催された。
受賞者
- グランプリ:タグチハナ
- 審査員特別賞:饗庭純、大原由衣子、amamori、鈴木友里絵、オニギリ・ミキ